# Fondo de reptiles
Se conoce como fondo de reptiles  los sobornos que los gobiernos destinan a  periódicos y periodistas. Por extensión, también puede referirse a los fondos que los gobiernos destinan a comprar voluntades, o a los sobornos a periódicos por parte de entidades no gubernamentales.
El origen de la acepción se remonta a 1866 y se debe al canciller Otto von Bismarck. Tras ganar la guerra austro-prusiana, uno de sus oponentes, aliado de Austria, el Rey Jorge V de Hannover, tuvo que exiliarse dejando atrás su fortuna, que quedó a merced de Prusia. Mediante un Real Decreto se creó con ella un fondo secreto al que únicamente tenían acceso el Rey Guillermo I de Alemania y el propio Bismarck, y que fue destinado a actividades de propaganda, para apoyar económicamente toda una red de prensa, dentro y fuera de Alemania, que fuera contraria a sus oponentes y favorable a sus intereses. Su frase “Utilizaré su dinero para perseguir a estos reptiles malignos hasta sus propias cuevas” puso nombre a una práctica que se estaba consolidando ya en el siglo XIX y que adquirió mayor relevancia con el éxito de la campaña emprendida por Bismarck.
En el siglo XX la frase "fondo de reptiles" se popularizó asociada a las prácticas de los Estados Unidos y sus servicios de inteligencia en su relación con los medios de comunicación y periodistas, a los que sobornaban para asegurarse una opinión favorable ante sus actividades y políticas.
En la actualidad se da por hecho que los fondos de reptiles existen:

Porque el poder de la prensa para derribar gobiernos y para alzar líderes de nulo carisma es inmenso, es un poder tan grande, el cuarto, que cualquier esfuerzo, cualquier medio para dar de comer a los reptiles merece el gasto, ya sea en subvenciones en papel, en publicidad institucional, en concesiones administrativas, en permitir fusiones poco claras, en crear leyes ad hoc para beneficiar a ese o aquel grupo. Mientras exista la prensa, existirán los fondos de reptiles”

## El fondo de reptiles en el teatro español
Existe una mención al fondo de reptiles en el teatro de Ramón Valle-Inclán.
Luces de Bohemia, escena octava:

[Acotación] Secretaría particular de Su Excelencia. Olor de brevas habanas, malos cuadros, lujo aparente y provinciano. La estancia tiene un recuerdo partido por medio, de oficina y sala de círculo con timba.
[Al final de la escena el ministro resuelve concederle un sueldo a Max Estrella como reparación del agravio sufrido por este y por el que viene a reclamar.]
EL MINISTRO: ¡No has cambiado!... Max, yo no quiero herir tu delicadeza, pero en tanto dure aquí, puedo darte un sueldo.
MAX: ¡Gracias!
EL MINISTRO: ¿Aceptas?
MAX:¡Qué remedio!
[...]
EL MINISTRO: Max, todos los meses te llevarán el haber a tu casa. ¡Ahora, adiós! ¡Dame un abrazo!
MAX: Toma un dedo, y no te enternezcas.
EL MINISTRO: ¡Adiós, Genio y Desorden!

MAX: Conste que he venido a pedir un desagravio para mi dignidad, y un castigo para unos canallas. Conste que no alcancé ninguna de las dos cosas, y que me das dinero, y que lo acepto porque soy un canalla. No me estaba permitido irme del mundo sin haber tocado alguna vez el fondo de los Reptiles.